# Euscarthmini
Euscarthmini – plemię ptaków z podrodziny eleni (Elaeniinae) w rodzinie tyrankowatych (Tyrannidae).

## Zasięg występowania
Plemię obejmuje gatunki występujące w Ameryce Środkowej i Południowej.

## Systematyka
Do plemienia należą następujące rodzaje:
- Zimmerius Traylor, 1977
- Stigmatura P.L. Sclater & Salvin, 1866
- Inezia Cherrie, 1909
- Euscarthmus zu Wied, 1831
- Ornithion Hartlaub, 1853
- Camptostoma P.L. Sclater, 1857
- Acrochordopus von Berlepsch & Hellmayr, 1905
- Tyranniscus Cabanis & F. Heine Sr., 1860
- Xanthomyias von Berlepsch, 1907